# مات ويسينويسكي
مات ويسينويسكي (بالإنجليزية: Matt Wisniewski)‏ هو فنان أمريكي، ولد في 1990 في Doylestown, Pennsylvania ‏ في الولايات المتحدة.

## وصلات خارجية
- مات ويسينويسكي على موقع أول ميوزيك (الإنجليزية)
- مات ويسينويسكي على موقع ديسكوغز (الإنجليزية)

- الموقع الرسمي